# Sillago lutea
El silago de barro (Sillago lutea) es una especie de peces de la familia Sillaginidae en el orden de los Perciformes.

## Morfología
Los machos pueden llegar alcanzar los 16 cm de longitud total.

## Distribución geográfica
Se encuentra en la India, Sri Lanka y el norte de Australia (en Australia Occidental hasta el Mar de Arafura y el Golfo de Carpentaria ).